# Bitwa o Łowicz
Bitwa o Łowicz – część bitwy nad Bzurą stoczona w mieście Łowicz i jego okolicach w dniach 9–16 września 1939 r. oraz poprzedzające je niemieckie naloty na miasto od dnia 3 września.

## Bombardowania Łowicza
W ramach ogłoszonej po wybuchu wojny powszechnej mobilizacji wielu mieszkańców Łowicza otrzymało wezwanie do wojska. Już wcześniej rozkaz wyjazdu na wyznaczone pozycje otrzymał stacjonujący w mieście 10 pułk piechoty. Jednak dopiero trzeciego dnia wojny Łowicz odczuł bezpośrednio jej skutki. 3 września przelatujące nad miastem od godzin rannych eskadry samolotów nieprzyjacielskich trzymały w stanie ciągłego pogotowia skromną obronę przeciwlotniczą, składającą się z kilku przystosowanych do tego rodzaju walki karabinów maszynowych i jednej, umieszczonej na peryferiach miasta, baterii dział przeciwlotniczych Bofors 40 mm. Do godzin południowych nic nie wskazywało na to, aby celem ataków lotnictwa było nieduże miasto, niemające większego znaczenie strategicznego, bez dużych zakładów przemysłowych czy też pracujących na rzecz wojska.
Jedynym obiektem godnym zainteresowania ze strony lotnictwa był łowicki dworzec węzła kolejowego łączącego linie z Poznania, Warszawy, Łodzi i Skierniewic. Pierwszy nalot na Łowicz nastąpił we wczesnych godzinach popołudniowych. Grupa samolotów zaatakowała dworzec kolejowy i jego okolice powodując wiele szkód w budynkach, transporcie kolejowym i wywołując kilka pożarów. Równocześnie zbombardowano okoliczne wioski, zwłaszcza leżące przy drodze z Poznania do Warszawy. Zarówno w mieście, jak i poza nim, na drogach, ulicach, polach i w zagrodach ostrzeliwana była z broni pokładowej ludność cywilna.
Najcięższy nalot miał miejsce 6 września. Przez cały dzień fale samolotów niemal bez przerwy zrzucały bomby burzące i zapalające na Łowicz, powodując zniszczenia i pożary. Na skutek ucieczki wielu osób z kierownictwa administracji powiatowej i miejskiej wkradły się chaos i dezorganizacja w obronie cywilnej. Próby ratowania mienia czy gaszenia pożarów ze strony samorzutnie zorganizowanych oddziałów ratowniczych były udaremniane przez atakujące grupy samolotów nurkujących i myśliwskich. Obrona przeciwlotnicza z uwagi na swą nikłą liczebność została szybko uciszona. W tym dniu celem ataków stało się centrum Łowicza. Sporadyczne ranem ataki przerodziły się w godzinach popołudniowych w falowy, nieprzerwany nalot. Zbombardowana i spalona została wschodnia i południowa strona Starego Rynku, część Końskiego Targu (obecnie ulica 3 Maja), cała wschodnia strona ulicy Warszawskiej, część ulicy 3 Maja, południowa część ulicy Zduńskiej, wschodnia strona ulicy Mostowej. Zniszczono wiele gmachów użyteczności publicznej, zakładów przemysłowych, domów mieszkalnych i zabudowań w całym mieście. Przed atakami samolotów nie chroniły budynku nawet znaki Czerwonego Krzyża. Zbombardowany został szpital św. Tadeusza, w którym zginęło wielu chorych i rannych oraz część personelu. Pacjentów uciekających ze zburzonego i płonącego budynku ostrzeliwano z broni pokładowej. Ponadto celem ataków znów stał się dworzec kolejowy, który w znacznym stopniu zniszczono. Zbombardowane zostały tory kolejowe i wiele transportów, które zostały zatrzymane na stacjach Łowicz Główny i Zielkowice. Były to obok eszelonów wojskowych również transporty z ludnością cywilną. Spalony został największy w Łowiczu skład opałowy, co niekorzystnie odbiło się na życiu mieszkańców Łowicza w ciężką, mroźnią zimę 1939/1940 roku, przy zupełnym braku zaopatrzenia w materiały opałowe ze strony okupanta.
Po tym największym w czasie kampanii wrześniowej nalocie na Łowicz, mającym charakter totalny, który zadał dotkliwe straty miastu i jego mieszkańcom, następowały już tylko naloty nękające i wspomagające działalność operacyjną wojsk hitlerowskich biorących udział w bitwie nad Bzurą. Walki decydujące o jej losie rozegrały się bowiem w Łowiczu i jego okolicach położonych na północny wschód od miasta, tj. począwszy od wsi Kocierzew do przeprawy przez Bzurę na odcinku Popowo, Kompina, Patok aż po Kozłów w powiecie sochaczewskim i w okolicach samego Sochaczewa.

## Bitwa
9 września niemiecka piechota wchodząca w skład 8 Armii, wykonując rozkaz dowództwa Grupy Armii „Południe” wkroczyła do Łowicza. Przekreślało to, przy równoczesnym zajęciu Wyszogrodu, możliwość przeprawy przez Wisłę i Bzurę kierujących się do obrony Warszawy wojsk polskich. Jednakże w pierwszej fazie bitwy nad Bzurą, tj. w dniach 9 – 12 września, Niemcy byli zmuszeni opuścić miasto. Znajdujące się w ofensywie armie polskie „Poznań” i „Pomorze” uderzyły na osi Łęczyca, Kutno, Sobota, dochodząc do Łowicza. 11 września przednie formacje 16 Dywizji Piechoty dotarły do miasta i z marszu zajęły je, wypierając stamtąd oddziały niemieckie. Jednakże z uwagi na to, że na pozostałych odcinkach frontu na zachód od Łowicza wojska polskie nie przekroczyły Bzury poza odcinkiem Sobota – Bielawy – Piątek, 16 Dywizja Piechoty wycofała swoje oddziały z południowej części miasta i zajęła północny brzeg Bzury oraz dzielnice położone na tym brzegu. Wojska polskie umocniły tam swoje pozycje, przygotowując się do mających wkrótce nastąpić walk zaczepno-obronnych.
Na utrzymaniu miasta w swoich rękach zależało zarówno dowództwu polskiemu, jak i niemieckiemu. Łowicz w rękach wojsk polskich zabezpieczał oddziały armii „Poznań” i „Pomorze” od północnego wschodu i pozwalał na rozwinięcie działań zaczepnych w kierunku na Głowno oraz wstrzymanie pościgu 8 Armii Niemieckiej za cofającą się Armią „Łódź” i ułatwiał przejście tej ostatniej do obrony, a następnie do działań obronno-zaczepnych w rejonie lasów skierniewickich. Opanowanie go natomiast przez oddziały niemieckie zamykałoby możliwość realizacjo plany „bitwy nad Bzurą” i przedarcie się obu armii polskich poprzez Skierniewice do Warszawy. Równocześnie przy opanowaniu odcinka Łowicz – Wyszogród Niemcy uniemożliwiliby przeprawę przez Wisłę i Bzurę wszystkim oddziałom polskim. W takim wypadku upadłaby szansa przyjścia z pomocą broniącej się Warszawie i zostałyby stworzone warunki do całkowitej likwidacji sił polskich, znajdujących się na północ i zachód od tej linii. Dlatego właśnie dowództwo niemieckie grupy Armii Południe wydało rozkaz III Korpusowi Armii rozwinięcie od 12 września ofensywy przez Kutno na Łowicz. Także w nocy z 11 na 12 września gen. Rundstedt wydał rozkaz 8 Armii podejścia XI Korpusu Armii do linii Sochaczew – Łowicz, aby przy współdziałaniu w natarciu z X i XIII Korpusem Armii zmusić armie polskie „Pomorze” i „Poznań” do kapitulacji.
13 września cześć niemieckiej 18 dywizji piechoty uderzyła w porze popołudniowej na umocnione pozycje polskie nad Bzurą w Łowiczu. Jednakże atak ten został odparty przez broniącą odcinka 16 Dywizję Piechoty.
Niemcy spodziewając się ataku ze strony wojsk polskich zgromadzili duże ilości artylerii oraz pośpiesznie ściągali swoje dywizje pancerne. W samym tylko Łowiczu 14 września mieli 6 dywizjonów artylerii, w tym 3 ciężkiej. W Domaniewicach zaś, położonych o 14 km od miasta w kierunku Głowna, skoncentrowano mnóstwo artylerii ciężkiej, której ogień wspierający walczące oddziały niemieckie 18 i 24 Dywizji Piechoty spowodował wiele strat w mieście zarówno w pojedynczych budynkach, całych zabudowaniach, jak i wśród ludności. 14 września rano rozpoczęła natarcie armia „Pomorze”. Na Łowicz uderzyła 16 Dywizja Piechoty. Szybki, zdecydowany atak przyniósł w początkowych walkach sukcesy. 16 Dywizja sforsowała Bzurę i opanowała miasto. Inne jednostki walczące w okolicach Łowicza również posuwały się naprzód. Tymczasem gen. Bortnowski, dowódca armii „Pomorze”, otrzymał meldunek lotniczy o zbliżaniu się od strony Sochaczewa niemieckiej jednostki pancernej. Obawiając się ich ataku na własne tyły, dał rozkaz wszystkim jednostkom wycofania się do pozycji wyjściowych. Dlatego też Łowicz, a właściwie jego część, położona na południowym brzegu Bzury, została oddana nieprzyjacielowi bez walki. Rozkaz ten zaważył w dużej mierze na losach „bitwy nad Bzurą”.
W godzinach popołudniowych, wkrótce po wycofaniu się wojsk polskich na północny brzeg Bzury, Niemcy znów opanowawszy południową część Łowicza uderzyli w rejonie miasta na umocnione na północnym brzegu rzeki stanowiska polskiej 16 Dywizji Piechoty. Nie udało im się jednak i tym razem sforsować Bzury. Następnego dnia, tj. 15 września o godzinie 10 rozpoczęli następny atak na całym odcinku frontu obsadzonym przez armię „Pomorze”. Szczególnie zażarcie atakował nieprzyjaciel broniącą północnej części miasta 16 Dywizję Piechoty. Również i tym razem, mimo użycia znacznej ilości artylerii i lotnictwa, oddziały nieprzyjaciela nie odniosły sukcesów. Ich ataki załamały się w silnym ogniu wojsk polskich wspieranych na odcinku łowickim przez 7 pułk artylerii ciężkiej i 2 pociągi pancerne. Jednakże mimo tych sukcesów sytuacja wojsk polskich stawała się bardzo ciężka. Na pomoc walczącej 8 armii dowództwo niemieckie rzucało znaczne siły lotnicze i dwa korpusy pancerne. Spowodowały one wyłom na styku walczących 2 armii polskich „Pomorze” i „Poznań” w okolicach Łęczycy i Sochaczewa.
Rozpoczęte przez Niemców 16 września o godzinie 6 rano nowe natarcie po ciężkich, całodziennych walkach pozwoliło im na odcinku łowickim sforsować Bzurę i zająć całą północną część miasta. Od tego dnia, mimo iż bitwa nad Bzurą trwała jeszcze do 17 września, Łowicz był już poza zasięgiem walk. Tymczasem zgodnie z rozkazem dowódcy 8 Armii gen. Blaskowitza z 19 września 1939 roku miał on być tego dnia siedzibą jego sztabu, który stacjonował w Łodzi.

## Zbrodnie wojenne
W okresie walk o Łowicz, tj. od 9 do 16 września, miasto kilkakrotnie przechodziło z rąk do rąk i zostało w znacznym stopniu zniszczone. Zginęły setki cywilnych mieszkańców i to nie tylko w czasie nalotów. Wojska niemieckie zastosowały w Łowiczu po raz pierwszy sprzeczną z prawem wojennym metodę walki zwaną „żywym murem”. Atakując silnie umocnione punkty oporu przeciwnika, prowadzili przed sobą okolicznych mieszkańców jako tarczę. Czasami zasłaniano się cywilami jako tarczą również przy działaniach obronnych. Taki przypadek miał miejsce np. na ulicy Mostowej 14 września, gdzie spędzono ludność zamieszkałą i przebywającą na najbliższych ulicach, po czym próbowano bronić się za jej osłoną przed nacierającymi jednostkami polskiej 16 Dywizji Piechoty. Jednakże szybki, zdecydowany atak Polaków z użyciem bagnetów uratował ludzi z „muru” przed masakrą. Zabite zostały dwie osoby niebędące mieszkańcami miasta, a ranny był uczeń łowickiego gimnazjum o nazwisku Kwaczyński. Po tym wypadku mieszkańcy ulic położonych blisko Bzury przenieśli się na inne ulice lub uciekli do pobliskich wsi. Kolejnym zbrodniczym aktem wojsk niemieckich były akcje odwetowe na ludności cywilnej dokonywane ze opór polskich obrońców. W ten sposób zginęła między innymi część rodziny Wolskich przy ulicy Łódzkiej.